# Иммаколата и Кончетта, история ревности
«Иммаколата и Кончетта, история ревности» (итал. Immacolata e Concetta, l'altra gelosia) — итальянская драма 1979 года режиссёра Сальваторе Пишичелли.

## Сюжет
Рассказ о любовной связи двух женщин из низших слоёв общества Неаполя. Иммаколата попала в тюрьму за вовлечение в проституцию, Кончетта — за превышение самообороны. Познакомившись в тюрьме, они продолжают связь и после выхода из неё. Не взирая на общественные предубеждения, решают жить вместе. Иммаколата уходит от мужа. Но межличностные сложности, вызванные изменой Иммаколаты, оказываются сильнее трудностей внешних, и проводят к трагической развязке.

## Актёрский состав
| В ролях               |  | Персонаж   |
| --------------------- |  | ---------- |
| Ида Ди Бенедетто      |  | Иммаколата |
| Марчелла Микеланджели |  | Кончетта   |
| Томмазо Бьянко        |  | Чиро       |

## Награды
Фильм получил следующие награды:
| Награды                                        | Награды | Награды            | Награды        | Награды              |
| ---------------------------------------------- | ------- | ------------------ | -------------- | -------------------- |
| Фестиваль / Премия                             | Год     | Награда            | Категория      | Победитель           |
| Кинофестиваль в Локарно                        | 1979    | Серебряный леопард |                | Сальваторе Пишичелли |
| Italian National Syndicate of Film Journalists | 1980    | Silver Ribbon      | Лучшая актриса | Ида Ди Бенедетто     |